# Stephen Chow
Stephen Chow (în chineză: 周星馳, Chow Sing-chi; n. 22 iunie 1962, Hong Kong, Imperiul Britanic) este un actor, regizor, scenarist și producător de film din Hong Kong.

## Filmografie
| An   | Titlu                                      | Rol                                                 | Premii și nominalizări |
| ---- | ------------------------------------------ | --------------------------------------------------- | --- |
| 1988 | Final Justice                              | Actor                                               | Golden Horse Award for Best Supporting Actor Nominalizare—Hong Kong Film Award for Best Supporting Actor Nominalizare—Hong Kong Film Award for Best New Performer |
| 1988 | Faithfully Yours                           | Actor                                               | |
| 1988 | My Father's Son (1988 film)                | Actor                                               | |
| 1988 | He Who Chases After the Wind               | Actor                                               | |
| 1988 | The Last Conflict                          | Actor                                               | |
| 1989 | The Justice of Life (serial)               | Actor                                               | |
| 1989 | Dragon Fight                               | Actor                                               | |
| 1989 | Tragic Heroes                              | Actor                                               | |
| 1989 | Thunder Cops II                            | Actor                                               | |
| 1989 | The Final Combat (serial)                  | Actor                                               | |
| 1990 | Love Is Love                               | Actor                                               | |
| 1990 | My Hero                                    | Actor                                               | |
| 1990 | Lung Fung Restaurant                       | Actor                                               | |
| 1990 | The Unmatchable Match                      | Actor                                               | |
| 1990 | Curry and Pepper                           | Actor                                               | |
| 1990 | Sleazy Dizzy                               | Actor                                               | |
| 1990 | Look Out, Officer!                         | Actor                                               | |
| 1990 | All for the Winner                         | Actor                                               | Nominalizare—Hong Kong Film Award for Best Actor |
| 1990 | When Fortune Smiles                        | Actor                                               | |
| 1990 | Triad Story                                | Actor                                               | |
| 1990 | Legend of the Dragon                       | Actor                                               | |
| 1991 | God of Gamblers II                         | Actor                                               | |
| 1991 | The Top Bet                                | Actor                                               | |
| 1991 | Fist of Fury 1991                          | Actor                                               | |
| 1991 | Fight Back to School                       | Actor                                               | Nominalizare—Hong Kong Film Award for Best Actor |
| 1991 | God of Gamblers III: Back to Shanghai      | Actor                                               | |
| 1991 | The Magnificent Scoundrels                 | Actor                                               | |
| 1991 | The Banquet                                | Actor                                               | |
| 1991 | Crazy Safari                               | Narator                                             | |
| 1991 | Tricky Brains                              | Actor                                               | |
| 1992 | Fist of Fury 1991 II                       | Actor                                               | |
| 1992 | All's Well, Ends Well                      | Actor                                               | |
| 1992 | Fight Back to School II                    | Actor                                               | |
| 1992 | Justice, My Foot!                          | Actor                                               | Asia Pacific Film Festival for Best Actor Nominalizare—Golden Horse Award for Best Actor Nominalizare—Hong Kong Film Award for Best Actor |
| 1992 | Royal Tramp                                | Actor                                               | |
| 1992 | Royal Tramp II                             | Actor                                               | |
| 1992 | King of Beggars                            | Actor                                               | |
| 1993 | Fight Back to School III                   | Actor                                               | |
| 1993 | My Hero 2                                  | Actor                                               | |
| 1993 | Flirting Scholar                           | Actor                                               | |
| 1993 | The Mad Monk                               | Actor                                               | |
| 1994 | Love on Delivery                           | Regizor, Actor                                      | |
| 1994 | Hail the Judge                             | Actor                                               | |
| 1994 | From Beijing with Love                     | Regizor, scenarist, Actor                           | Nominalizare—Hong Kong Film Award for Best Actor |
| 1995 | A Chinese Odyssey Part One: Pandora's Box  | Actor                                               | |
| 1995 | A Chinese Odyssey Part Two: Cinderella     | Actor                                               | Nominalizare—Hong Kong Film Award for Best Actor |
| 1995 | Out of the Dark                            | Actor                                               | |
| 1995 | Sixty Million Dollar Man                   | Actor                                               | |
| 1996 | Forbidden City Cop                         | Regizor, scenarist, Actor                           | |
| 1996 | The God of Cookery                         | Regizor, producător, scenarist, Actor               | |
| 1997 | All's Well, Ends Well 1997                 | Actor                                               | |
| 1997 | Lawyer Lawyer                              | Actor                                               | |
| 1998 | The Lucky Guy                              | Actor                                               | |
| 1999 | King of Comedy                             | Regizor, scenarist, Actor                           | |
| 1999 | Gorgeous                                   | Actor                                               | |
| 1999 | The Tricky Master                          | Actor                                               | |
| 2001 | Shaolin Soccer                             | Regizor, producător, scenarist, Actor               | Blue Ribbon Award for Best Foreign Language Film Hong Kong Film Award for Best Film Hong Kong Film Award for Best Regizor Hong Kong Film Award for Best Actor Hong Kong Film Award for Best New Regizor Nominalizare—Hong Kong Film Award for Best Screenplay |
| 2004 | Kung Fu Hustle                             | Regizor, producător, scenarist, Actor, Composer     | Amsterdam Fantastic Film Festival for Silver Scream Award Boston Society of Film Critics Award for Best Foreign Language Film Broadcast Film Critics Association Award for Best Foreign Language Film Florida Film Critics Circle Award for Best Foreign Language Film Golden Horse Award for Best Feature Film Golden Horse Award for Best Regizor Hong Kong Film Award for Best Film Las Vegas Film Critics Society Award for Best Foreign Language Film Phoenix Film Critics Society Award for Best Foreign Language Film Nominalizare—BAFTA Award for Best Film Not in the English Language Nominalizare—Golden Globe Award for Best Foreign Language Film Nominalizare—Hong Kong Film Award for Best Regizor Nominalizare—Hong Kong Film Award for Best Actor Nominalizare—Hong Kong Film Award for Best Screenplay Nominalizare—Hundred Flowers Award for Best Film Nominalizare—Hundred Flowers Award for Best Regizor Nominalizare—Hundred Flowers Award for Best Actor Nominalizare—Hundred Flowers Award for Best Film Nominalizare—MTV Movie Awards for Best Fight Nominalizare—Online Film Critics Society for Best Foreign Language Film Nominalizare—Satellite Award for Outstanding Motion Picture, Comedy or Musical Nominalizare—Southeastern Film Critics Association for Best Foreign Language Film |
| 2008 | CJ7                                        | Regizor, producător, scenarist, actor               | Nominalizare—Hong Kong Film Award for Best Film Nominalizare—Hong Kong Film Award for Best Supporting Actor Nominalizare—Hundred Flowers Award for Best Regizor |
| 2008 | Shaolin Girl                               | Producător                                          | |
| 2009 | Dragonball Evolution                       | Producător                                          | |
| 2009 | Jump                                       | Producător, scenarist                               | |
| 2010 | CJ7: The Cartoon                           | Producător, scenarist                               | |
| 2013 | Journey to the West: Conquering the Demons | Regizor, producător, scenarist, coregraf de acțiune | Nominalizare—Golden Horse Award for Best Original Screenplay Nominalizare—Golden Horse Award for Best Action Choreography |